# 大河镇 (六盘水市)
大河镇，是中华人民共和国贵州省六盤水市钟山区下辖的一个乡镇级行政单位。

## 行政区划
大河镇下辖以下地区：
大河社区、红旗社区、渔塘社区村、裕民社区村、大地社区村、渡口社区村、大桥社区村、周家寨社区村和大箐社区村。